# Smokey Bear

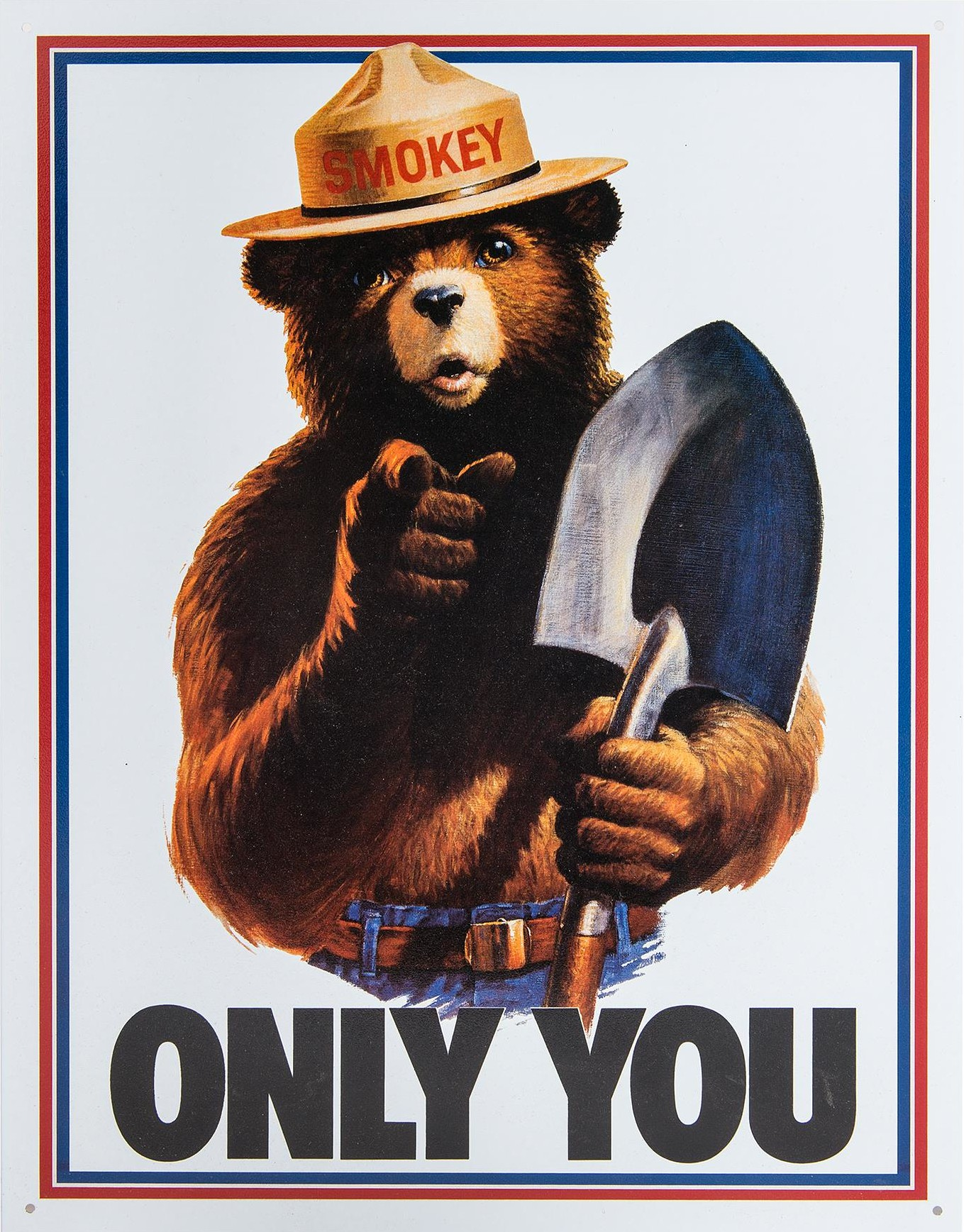
Smokey Bear

Smokey Bear (även känd som Smokey the Bear), björnen Smokey, är en maskot tillhörande United States Forest Service, som skapats för att undervisa allmänheten om riskerna med skogsbränder. Smokey Bears budskap "Only You Can Prevent Forest Fires" (ordagrant "Bara du kan förebygga skogsbränder") skapades 1944 av the Ad Council. I april 2001 uppdaterades Smokeys budskap till "Only You Can Prevent Wildfires" (ordagrant "Bara Du kan förhindra vildbränder").
Smokeys rätta och fullständiga namn är Smokey Bear. År 1952 hade låtskrivare Steve Nelson och Jack Rollins en hit med "Smokey the Bear". De två sade att "the" hade lagts till Smokeys namn för att behålla låtens rytm. Denna lilla förändring har orsakat förvirring bland Smokeys fans sedan dess. Observera att Smokeys namn från början avsiktligen stavades annorlunda än adjektivet smoky (rökig). The Forest Service förnekar med eftertryck att namnet någonsin varit "Smokey the Bear" men på 1950-talet blev den varianten av namnet mycket spridd i den allmänna föreställningen och i tryckta medier, inklusive minst en encyklopedi. Kampanjer för att påminna allmänheten om den korrekta versionen av namnet är nästan lika gammal som Smokey Bear-kampanj själv.
Den fiktiva karaktären Smokey Bear administreras av tre enheter: United States Forest Service, National Association of State Foresters och the Ad Council. Smokey Bears namn och bild är skyddade av federal amerikansk lag, the Smokey Bear Act of 1952 (16 U.S.C. 580 (p-2); 18 U.S.C. 711).

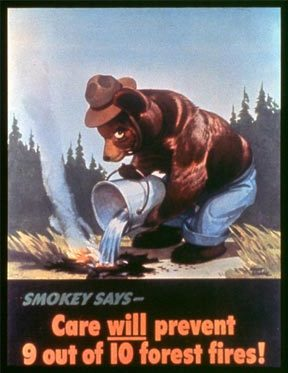
Smokey Bears debutaffisch

## Början av kampanjen

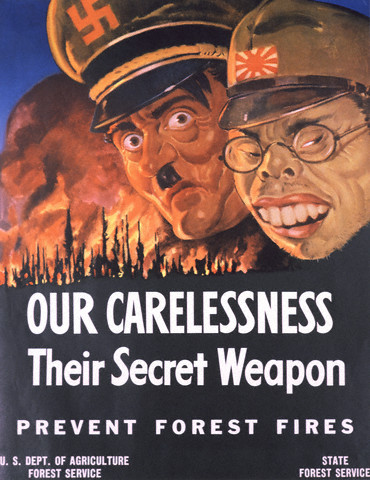
Antiskogsbrandspropaganda under Andra världskriget med Adolf Hitler och Hideki Tōjō.

Före Andra världskriget användes färgglada affischer av de förebyggande antiskogsbrandskampanjer för att uppmärksamma problemet. Under kriget användes bilder med axelmakternas ledare för att budskapet om att skogsbränder skadade landets krigskraft skulle gå hem. Virke var en viktig naturresurs för de väpnade styrkorna.
Den 13 augusti 1942 hade Disneys femte animerade långfilm premiär i New York. Strax efter tillät Walt Disney att hans karaktär visades i de förebyggande antiskogsbrandskampanjer. Men då "Bambi" bara var utlånad för ett år behövdes en ny symbol.	 
Genom att välja en björn fortsatte man på det populära djurtemat. Hans namn var inspirerat av "Smoky" Joe Martin, en New York City Fire Department-hjälte som drabbats av brännskador och blindhet i en djärv undsättning 1922.
Smokeys debutaffisch släpptes 9 augusti 1944 vilket även anses vara hans födelsedag. Den första affischen illustrerades av Albert Staehle under övervakning av Cooperative Forest Fire Prevention Campaign. I den var Smokey avbildad klädd i jeans och en kampanjhatt alltmedan han häller en hink med vatten över en eld. Budskapet under lyder "Smokey says – Care will prevent 9 out of 10 forest fires!" (ordagrant "Smokey säger - försiktighet kommer att förhindra 9 av 10 skogsbränder!")
På en affisch från 1948 står Smokey med en spade bredvid rådjur, ekorrar och fåglar. Nu är hans budskap mer raffinerat: "Another 30 million acres [120 000 km²] will burn this year – unless you are careful! Remember – only you can prevent forest fires!" (ordagrant "Ytterligare 30 miljoner tunnland [120 000 km²] kommer att brinna i år - om du inte är försiktig! Kom ihåg - bara du kan förebygga skogsbränder!")
Från år 1944 var Rudy Wendelin Forest Services heltidsanställda kompanjartist och Smokeys "målsman" (caretaker) fram tills att han gick i pension år 1973.

## Smokey Bears röster
I dagens reklamfilmer har Smokey fått låna sin röst av skådespelaren Sam Elliott. Smokey har även lånat rösten av Jackson Weaver fram till dennes död 21 oktober 1992 och av Jim Cummings.

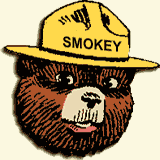
"Bara DU kan förhindra skogsbränder!

## Serier med miljötema
Flera andra serier med teman om miljö, ekologi och friluftsliv har dykt upp under årens lopp inklusive Mark Trail och Woodsy Owl.

## Den levande symbol för Smokey

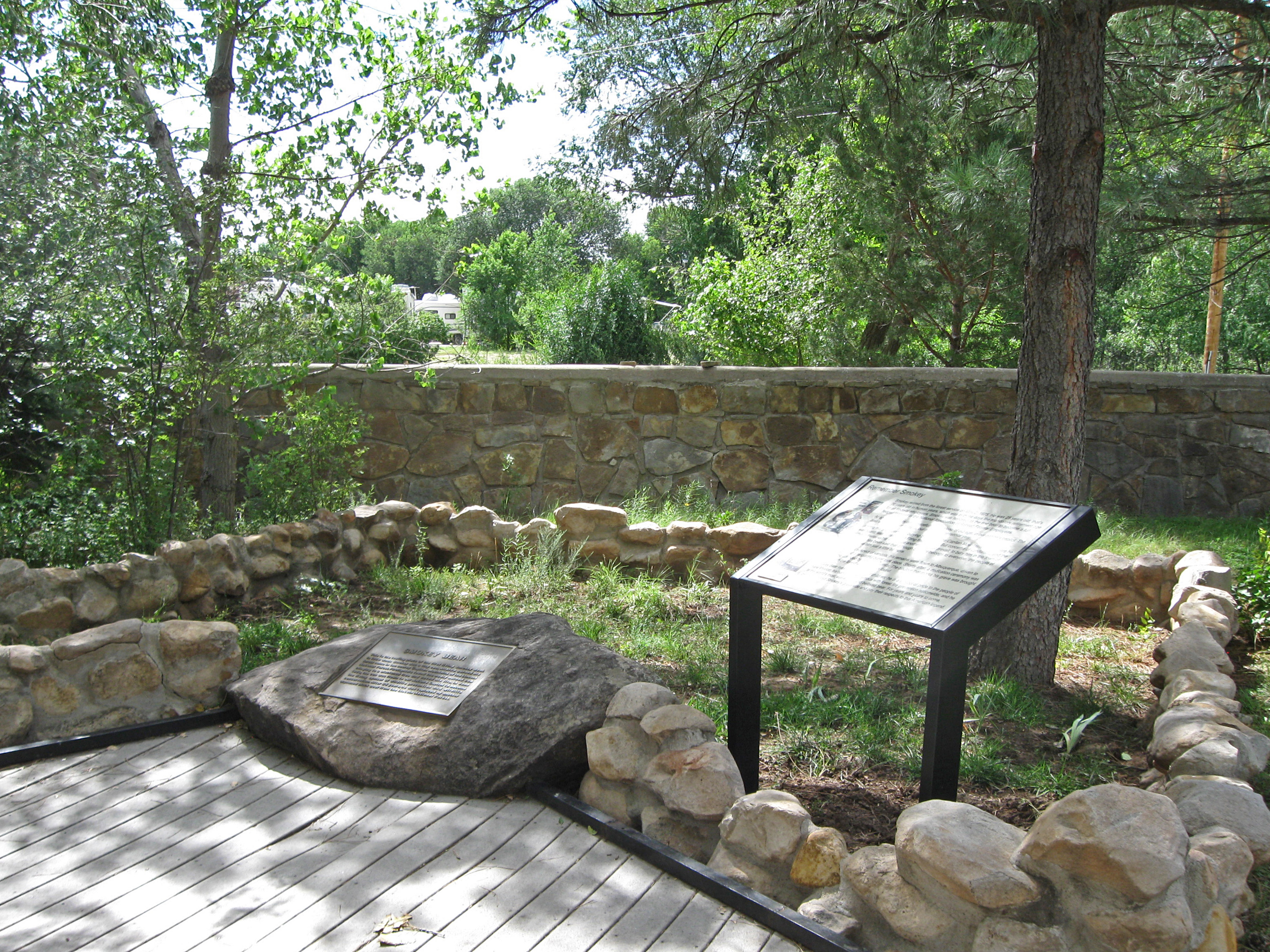
Smokey Bear Grav i byn Capitan, New Mexico

De levande symbol för Smokey Bear var en amerikansk svartbjörn som under våren 1950 fångades i the Capitan Gap fire, en skogsbrand som brände ner ungefär 69 km² (17 000 acres) i Capitan Mountains i New Mexico. Ungen befann sig i Lincoln National Forest. "Smokey" hade klättrat upp i ett träd för att slippa undan hettan men hans tassar och bakbenen hade bränts. Han räddades av en viltvårdare efter branden.
Till en början kallades han för Hotfoot Teddy (ungefär Hetfotade Teddy) men blev senare omdöpt till Smokey efter maskoten. En lokal ranchägare som hade hjälpt till med att bekämpa branden tog ungen med sig hem. Ungen behövde dock veterinärvård. New Mexico Department of Game and Fish-viltvårdaren Ray Bell tog honom till Santa Fe. Bells hustru Ruth och deras barn Don och Judy tog sedan hand om ungen. Historien nådde de nationella nyhetstjänsterna och Smokey blev omedelbart en kändis. Han och Bellsfamiljen var med i Life vilket befäste Smokeys stjärnstatus. Strax efter flögs Smokey i en Piper Cub till National Zoo i Washington, DC där han sedan bodde i 26 år. Efter hans död den 9 november 1976 togs Smokeys kvarlever tillbaka av myndigheterna i Capitan, New Mexico. Kvarleverna begravdes därefter i vad som nu är Smokey Bear Historical Park.

## Ikonen Smokey
Efter upptäckten av den levande symbolen Smokey Bear blev karaktären en stor del av amerikansk populärkultur under 1950-talet. Han deltog i radioprogram med sitt band, the Sons of the Pioneers. Han dök upp i serier och skämtteckningar.
På baksidan av låtbladet trycktes Konservationslöftet (här fritt översatt):
| ” | Som amerikan lovar jag att bevara och troget försvara naturresurserna i mitt land med sin jord och mineraler, dess skogar, vatten och djurliv från avfall. | „ |

Originaltexten lyder:
| ” | I give my pledge as an American to save and faithfully to defend from waste the natural resources of my country – its soil and minerals, its forests, waters and wildlife. | „ |

Efter att Smokey Bear rönt stort kommersiellt intresse lades the Smokey Bear Act fram av kongressen år 1952 för att ta bort Smokey från public domain och istället ge the Secretary of Agriculture kontroll över karaktären. I lagen föreskrivs användning av Smokeys royalties för fortsatt utbildning i att förebygga skogsbränder.
En Smokey Bear-docka släpptes av Ideal Toys under 1952. Med dockan följde det med ett postkort för barn som ville bli junior forest rangers. Inom tre år hade en halv miljon barn blivit medlemmar. Under april 1964 fick Smokey ett eget postnummer, 20252.
År 1955 publicerades den första barnboken som sedan följdes upp av många målarböcker. Snart hade tusentals dockor, leksaker och andra samlarföremål nått marknaden.
Under 1950-talet och 1960-talet sponsrade the Ad Council radioreklam där Smokey samtalar med framstående amerikanska kändisstjärnor såsom Bing Crosby, Art Linkletter, Dinah Shore, Roy Rogers och många andra.
Smokey lånar även ut sitt namn och sin bild till the Smokey Bear Awards som delas ut av United States Forest Service:
| ” | För erkännande av utomordentligt arbete för att förebygga skogsbränder och för att öka allmänhetens igenkännande och medvetenhet om behovet av fortsatta brandförebyggande insatser. | „ |

Originaltexten lyder:
| ” | To recognize outstanding service in the prevention of wildland fires and to increase public recognition and awareness of the need for continuing fire prevention efforts. | „ |

## Legacy

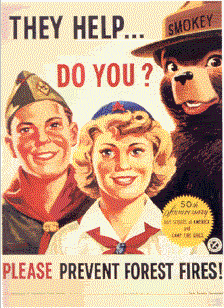
Smokey Bear med medlemmar från the Boy Scouts of America och the Camp Fire Girls år 1950

Vid Smokeys 50-årsjubileum år 1994 hedrades han med ett amerikanskt frimärke som visar en unge hängande i ett bränt träd. Illustratören var Rudy Wendelin. Reklamen för hans 50-årsdag visar skogens djur på väg att överraska Smokey med en fest inklusive tårta med ljus. När Smokey kommer med ögonbindel känner han lukten av rök och inser inte att det är födelsedagljusen som är orsaken. Han använder sin spade för att förstöra tårtan i tron att det är en brand. När han tar av sig ögonbindel ser han att det var en födelsedagstårta till honom och ber om ursäkt.
Under 2004 firade Smokey sitt 60-årsjubileum. Enligt Richard Earle, författare till The Art of Cause Marketing, är Smokey Bear-kampanjen erkänd som en av de mest kraftfulla och varaktiga av alla public service-reklamer. "Smokey är enkel, stark, okomplicerad" skriver Earle. "Han är en av invånarna i de skogar du besöker och han bryr sig om att bevara dem. Alla som växte upp med Bambi inser hur skrämmande en skogsbrand kan vara. Men Smokey skulle inte springa iväg. Smokey är stark. Han skulle stanna kvar och bekämpa branden om det vore nödvändigt men han vill hellre att du förebygger den genom att släcka och täcka över din eldstad så han inte behöver bekämpa branden."

## Anpassningar

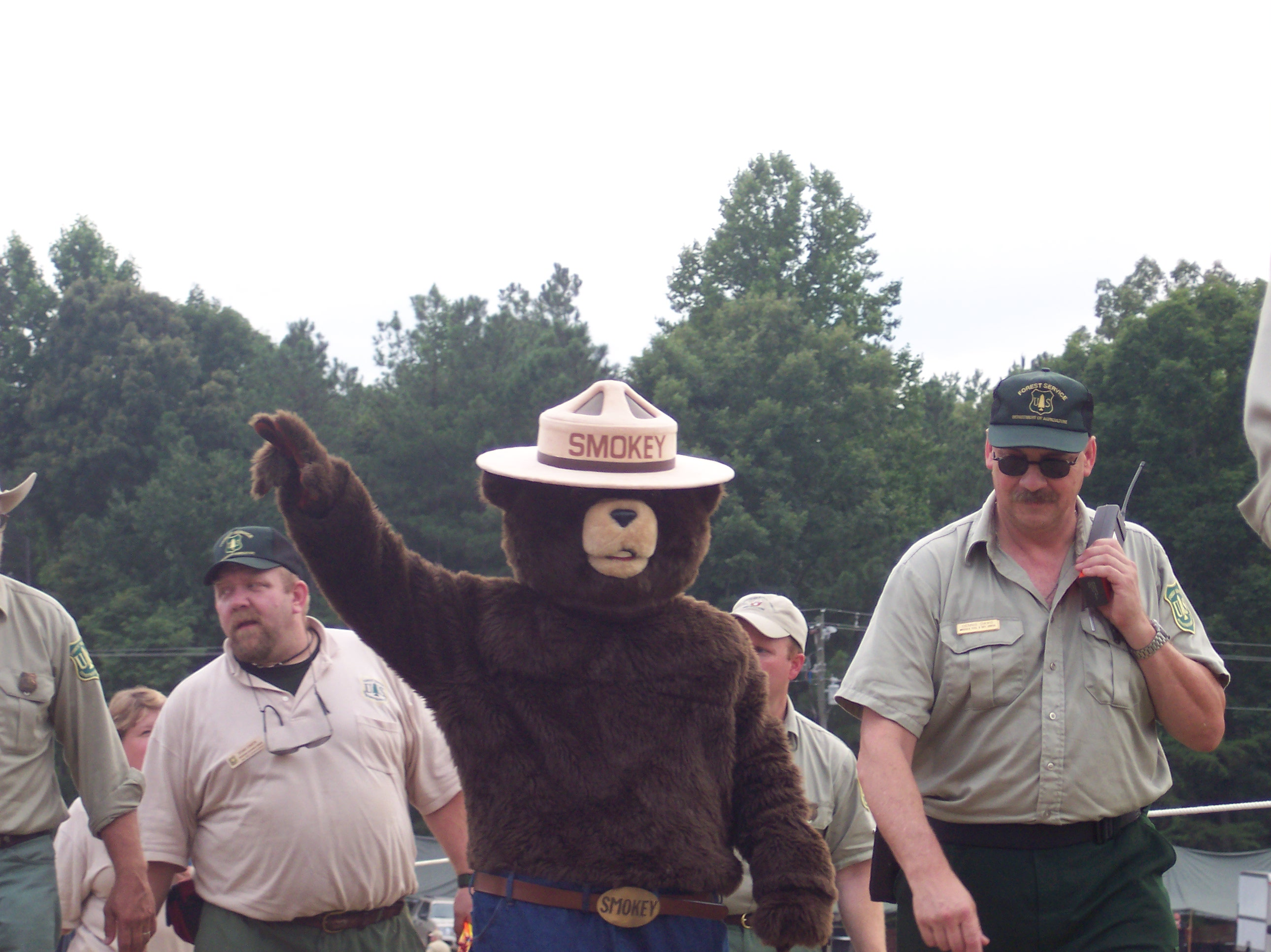
Smokey Bear på 2005 National Scout Jamboree.

Studenter från Hill City i South Dakota hjälpte till med att stoppa en förödande skogsbrand som hotade deras stad. Efteråt fick skoldistrikten tillåtelse från myndigheterna att använda Smokey Bear som maskot. Det anses vara den enda skola i landet som kan göra detta.
Smokey Bear och parodier av karaktären har förekommit i animerade filmer i mer än femtio år. Under 1956 gjorde han ett framträdande i Walt Disneys kortfilm In the Bag med Jackson Weavers, en Washington Radio Station WMAL-personlighet, röst. Weaver fungerat som Smokeys främsta röst och efter Weavers död i oktober 1992 blev Smokeys röst pensionerad fram till juni 2008. Då lanserade Forest Service en ny serie av PSA:s med skådespelaren Sam Elliots röst samt gav Smokey ett nytt utseende utformat för att tilltala unga vuxna. Andra som gett en röst åt Smokey före 1992 är George Walsh från Los Angeles radiostation KNX:s.
År 1966 producerade Rankin/Bass en animerad TV-special vid namn The Ballad of Smokey the Bear, berättad av James Cagney.
Canned Heat gjorde en cover av "The Ballad of Smokey the Bear". Låten finns på deras CD The Boogie House Tapes 1969-1999.
"Smokey the Bear Sutra" är en dikt från 1969 av Gary Snyder och presenterar miljöproblem i form av ett buddhistiskt sutra. Dikten skildrar Smokey som en reinkarnation av Vairochana. Hela texten finns på Wikisource - Smokey the Bear Sutra.
I en episod av Robot Chicken frågar ett barn Smokey varför han kallas så. Smokey minns då tillbaka till när han "mikrade" ett barn i mikrovågsugnen under påverkan av narkotika. Han dömdes till samhällstjänst och var tvungen att hålla i en antiskogsbrand-kampanj.